# 職業能力開発大学校
職業能力開発大学校（しょくぎょうのうりょくかいはつだいがっこう）は、国、都道府県、及び認定を受けた事業主が行う高度職業訓練のうち、長期間の訓練（専門課程、応用課程）及び短期間の訓練（専門短期課程、応用短期課程）を行う職業訓練施設である。普通職業訓練のうち、短期課程を行うこともできる。高度技能者の養成を目的とする厚生労働省所管の省庁大学校である。職業能力開発促進法で規定される公共職業能力開発施設であり、学校教育法に規定される教育施設（大学など）ではない。

## 設置形態
公共職業能力開発施設の一種として、国が職業能力開発大学校を設置するが、厚生労働大臣の同意があれば都道府県も設置することができる。また、厚生労働省令で定める基準に適合すると都道府県から認定された事業主等は、認定職業訓練による職業訓練施設として職業能力開発大学校を設置することができる。2025年現在、職業能力開発大学校を設置しているのは国（独立行政法人高齢・障害・求職者雇用支援機構）のみであるが、2026年に初めて都道府県によって茨城県立情報テクノロジー大学校が設置される予定である。

## 国（独立行政法人高齢・障害・求職者雇用支援機構）による施設
職業能力開発促進法第16条第1項により、国は職業能力開発大学校を設置すると規定されているが、独立行政法人高齢・障害・求職者雇用支援機構法第14条第1項第7号により、国に代わって独立行政法人高齢・障害・求職者雇用支援機構が設置及び運営を行っている。同機構が運営する職業能力開発大学校に対しては、ポリテクカレッジという愛称が用いられ、英称はPolytechnic Collegeとされている。

### 沿革
1970年代から1990年代にかけて、雇用促進事業団により職業訓練短期大学校として全国に設置され、1993年には職業能力開発促進法の改正により、職業能力開発短期大学校(専門課程のみの2年制。以下、短大校と略す）と改名した。1999年から2001年にかけて、10の短大校に応用課程（2年制）が新設されて2年制+2年制となり、これらが職業能力開発大学校となった。同時に、13の短大校はこれらの職業能力開発大学校（北海道、沖縄を除く）の附属校となり、2の短大校は閉校、2の短大校は短大校として存続した。1校（東京職業能力開発短期大学校）は、応用課程を新設した上で職業能力開発総合大学校に統合されて職業能力開発総合大学校東京校となったが、2012年度に職業能力開発総合大学校に統合された。

#### 独立行政法人雇用・能力開発機構の廃止
「雇用・能力開発機構の廃止について」（平成20年12月24日閣議決定）において、独立行政法人雇用・能力開発機構は廃止し、職業能力開発業務は、独立行政法人高齢・障害者雇用支援機構に移管、その他の業務は、廃止又は独立行政法人勤労者退職金共済機構等へ移管することが明記された。その中で職業能力開発大学校及び職業能力開発短期大学校については、「財源（雇用保険料）及び人員を含め、各都道府県等の受け入れやすい条件を整備する。都道府県等の移管希望を具体的に把握する。希望する都道府県等への移管に当たっては、ブロックごとに水準を維持して運営・実施できることを前提とする。」とされた。

### 高度職業訓練の課程

#### 専門課程
目的は、知識と実技・技能を併せ持つ実践技能者の育成である。高校（定時制・通信制を含む）卒業見込みの者（またはこれと同等以上の学力を有する者）を対象とする。専門課程修了後は、全国の職業能力開発大学校の進学が可能。また、現在は廃止されているが、職業能力開発総合大学校長期課程3年時への編入学も可能（ただし、卒業しても学士の学位は与えられない）であった。人事院規則により、専門課程の修了者は短期大学卒と同等に格付けされ、一部を除いた国家試験の受験資格や公務員に採用された際の給与はこれらと同等のものであり、民間企業に採用された場合も、人事院規則での格付けに準じている企業が多い。
学校教育法に基く学校ではないので、2025年5月現在、原則として専門課程修了後に文部科学省管轄の大学への編入学は認められていない。

#### 応用課程
目的は、生産現場でのリーダーとなる人材の養成である。専門課程を修了した者（または実務経験その他により、これと同等以上の技能及びこれに関する知識を有する者）を対象とする。応用課程を修了しても学士の学位は授与されない。人事院規則により4年制大学卒と同等に格付けされ、一部を除いた国家試験の受験資格や公務員に採用された際の給与はこれらと同等のものであり、民間企業に採用された場合も、人事院規則での格付けに準じている企業が多い。応用課程修了後に選考を経て職業能力開発総合大学校研究課程に入学することが可能であったが、研究課程は2011年度入学者を最後に学生募集を停止した。その後、2016年より職業能力開発研究学域(大学院修士課程相当)が新設され、応用課程修了者が推薦入試もしくは一般入試を経て入学することにより、修士(生産工学)および職業訓練指導員免許の取得が可能となった。また、進学先は限られるが、個別の受験資格審査を経て文部科学省管轄の大学院へ進学することもできる。

#### 専門短期課程
専門短期課程は在職者を対象とした訓練期間6ヶ月以下の訓練で、能力開発セミナーと呼ばれる。この訓練が実施されるかどうかは、施設や年度により異なる。

#### 応用短期課程
応用短期課程は在職者を対象とした訓練期間60時間以上1年以下の訓練で、企業人スクールと呼ばれる。この訓練が実施されるかどうかは、施設や年度により異なる。

### 普通職業訓練の課程

#### 短期課程
短期課程は求職者を対象とした訓練期間6ヶ月の普通職業訓練で、アビリティーコースと呼ばれる。この訓練が実施されるかどうかは、施設や年度により異なる。

### 一覧
2025年現在、以下の10校がある。
- 北海道職業能力開発大学校（元・北海道職業能力開発短期大学校）
- 東北職業能力開発大学校（元・宮城職業能力開発短期大学校）
- 関東職業能力開発大学校（元・小山職業能力開発短期大学校）
- 北陸職業能力開発大学校（元・富山職業能力開発短期大学校）
- 東海職業能力開発大学校（元・岐阜職業能力開発短期大学校）
- 近畿職業能力開発大学校（元・大阪職業能力開発短期大学校）
- 中国職業能力開発大学校（元・岡山職業能力開発短期大学校）
- 四国職業能力開発大学校（元・香川職業能力開発短期大学校）
- 九州職業能力開発大学校（元・北九州職業能力開発短期大学校）
- 沖縄職業能力開発大学校（元・沖縄職業能力開発短期大学校）

2026年開校予定
- 茨城県立情報テクノロジー大学校（茨城県立産業技術短期大学校より改組）[4]

※職業能力開発総合大学校東京校は職業能力開発総合大学校に属する施設であり、職業能力開発大学校に分類されるものではないが、職業能力開発大学校と同様の役割を持っていた。しかし2012年4月の組織統合により職業能力開発総合大学校（小平キャンパス）となった。